# フェッレーレ
フェッレーレ（伊: Ferrere）は、イタリア共和国ピエモンテ州アスティ県にある、人口約1,500人の基礎自治体（コムーネ）。

## 地理

### 位置・広がり

#### 隣接コムーネ
隣接するコムーネは以下の通り。括弧内のCNはクーネオ県所属を示す。
- カンタラーナ
- チステルナ・ダスティ
- モンタ (CN)
- サン・ダミアーノ・ダスティ
- ヴァルフェネーラ

#### 地震分類
イタリアの地震リスク階級 (it) では、4 に分類される
。

## 姉妹都市
- La Francia、アルゼンチン 1998年
- プレダッツォ、イタリア 2005年